# Yuri Landman
 Yuri Landman  (nascut a Zwolle l'1 de febrer de 1973) és un luthier experimental i professor de música neerlandès que ha fet diversos instruments de corda elèctrics experimentals per una llista d'artistes com Lee Ranaldo i Thurston Moore de Sonic Youth, Jad Fair de Half Japanese, Liam Finn, Einstürzende Neubauten, o el compositor català de música de cinema Javier Bayon. També ha estat actiu com a il·lustrador i historietista, músic.

## Biografia
Culleres, baquetes o imants són alguns dels elements que el músic fa servir per donar vida al seu talent. Per fer-ho, es basa en les tècniques de guitarra preparada, que busquen l'obtenció de sons desconeguts. Ell oferint tallers per tot Europa, en què els participants escullen l'instrument que més els agrada, i amb l'ajuda d'un tornavís es posen mans a l'obra utilitzant les tècniques del Landman. Collabora amb la companyia De Stilte i fa música per a la dansa contemporània. Va publicar articles a Premier Guitar. En 2017 es va construir una instal·lació sonora per iii. A invitació de Harman Kardon, Landman va construir un sonòmetre de 24 cordes amb J.Views el 2018. Al desembre de 2018, el Museu d'instruments musicals de Brussel·les va organitzar una gran exposició que incloïa 40 dels seus instruments.
Les organitzacions WORM (Rotterdam), Muziekgebouw aan 't IJ (Amsterdam), Extrapool (Nimega), De Toonzaal ('s-Hertogenbosch), Flipside (Eindhoven), Matrix (Lovaina), Mota (Ljubljana), Radiona (Zagreb), Sonoscopia (Porto), Liebig 12 (Berlín), Acud Macht Neu (Berlín), St James Cavelier (Malta), Conservatoire TPM (Toulon), TAMK (Tampere) i Maajaam (Otepää) posseïxen col·leccions d'instruments de Landman per programes d'artistes en residència, educació i investigació.

## Discografia
- Zoppo - Chi Practica l'imparell Zoppicare, lp, 1997
- Zoppo - Belgian Style Pop, cd, 1998
- Avec-A - Vivre dans l'aisance, cd, 2004
- That's Right, Go Cats - Yuri Landman Ensemble feat. Jad Fair & Philippe Petit, 2012 LP Siluh Records, CD Thick Syrup Records
- Bismuth - s/t, (2014, lp, Geertruida Records)